# Hill of Fearn
Hill of Fearn (Schots-Gaelisch: Baile an Droma) is een dorp in de Schotse council Highland in de Lieutenancy area Ross and Cromarty.
Ten zuiden van Hill of Fearn ligt Fearn Abbey, een voormalige dertiende-eeuwse Norbertijnse abdij.
Hill of Fearn wordt sinds 1874 bediend door een spoorwegstation op de Far North Line.

## Geboren
- Peter Fraser, Nieuw-Zeelands premier (1940-1949)